# 迈克尔·威廉·斯图德曼
迈克尔·威廉·斯图德曼（英語：Michael William Studeman；1966年9月10日—）是美国海军少将，现任美国印度洋－太平洋司令部情报局局长。此前，他任美国南方司令部情报局局长。

## 生平
1966年9月10日，迈克尔·威廉·斯图德曼出生在弗吉尼亚州費爾法克斯。1984年他从美国兰利高中毕业，考入威廉与玛丽学院，1988年取得学士学位。同年3月他海军研究生院在取得国家安全事务硕士学位。迈克尔·威廉·斯图德曼的硕士论文名为《阴影中的龙：计算中国在南海的进展》（Dragon in the Shadows: Calculating China's Advances in the South China Sea）。2016年，迈克尔·威廉·斯图德曼从国家战争学院毕业。
2017年，迈克尔·威廉·斯图德曼出任美国南方司令部情报局局长。
2019年7月3日，迈克尔·威廉·斯图德曼出任美国印度洋－太平洋司令部情报局局长。
2020年11月，迈克尔·威廉·斯图德曼对台湾进行了一次未对外公开的访问，是近年来已知的访台最高级别美军官员之一。
2021年3月2日，迈克尔·威廉·斯图德曼在一次视频会议上提醒美国军方日益增长的中国人民解放军军力对世界的威胁：“在全球任何地方，中国都感觉自身发展利益受到了威胁，你会发现，他们最终会越来越频繁地派出军队。”

## 家庭
迈克尔·威廉·斯图德曼的父亲是美国海军上将威廉·奥利弗·斯图德曼。
1991年12月28日，迈克尔·威廉·斯图德曼在弗吉尼亚州米德尔塞克斯县和布伦达·林恩·德雷珀（Brenda Lynne Draper）结婚。